# 1924
Il 1924 (MCMXXIV in numeri romani) è un anno bisestile del XX secolo.

## Eventi
- Viene firmato il Cartello Phoebus
- 2 gennaio: terremoto a Senigallia nelle Marche
- 21 gennaio – Gorki Leninskie: muore il leader dell'Unione Sovietica Lenin
- 21 gennaio – Torino: nasce Giorgio Coda
- 26 gennaio: in Unione Sovietica la città di San Pietroburgo cambia nome e diventa Leningrado (in onore dell'appena defunto Lenin)
- 27 gennaio – Roma: il trattato tra l'Italia e il Regno di Jugoslavia suddivide la città di Fiume: all'Italia spetta l'entroterra e alcune periferie, alla Jugoslavia l'area di Porto Barros
- 1º febbraio: il governo italiano riconosce l'Unione Sovietica
- 2 febbraio – Chamonix (Francia): nel corso dei Giochi olimpici invernali viene fondata la Federazione Internazionale Sci
- 12 febbraio – New York: va in scena la prima della Rapsodia in blu di George Gershwin
- 12 febbraio – Italia: viene fondato da Antonio Gramsci il giornale l'Unità, organo del Partito Comunista d'Italia
- 26 febbraio – Monaco di Baviera: Inizia il processo contro Hitler ed i golpisti del novembre 1923.
- 3 marzo – la Grande Assemblea Nazionale della costituita Repubblica di Turchia dichiara decaduto l'istituto califfale ed esilia l'ultimo califfo, Abdul Megid II
- 1º aprile - Monaco di Baviera: Al termine del processo, Hitler viene condannato a cinque anni di reclusione, che diventeranno uno solo per l'attestazione di buona condotta da parte del direttore del carcere di Landsberg am Lech.
- 5 aprile – Italia: in un clima di violenze e irregolarità si svolgono le elezioni politiche. Il Partito Nazionale Fascista ottiene il 66,5% dei voti.
- 17 aprile – Viene fondata la Metro-Goldwyn-Mayer.
- 12 maggio – il segretario del Partito Comunista Italiano Antonio Gramsci, eletto alla Camera dei deputati, da Vienna fa ritorno in Italia.
- 30 maggio – Giacomo Matteotti pronuncia il suo discorso
- 10 giugno – Italia: Delitto Matteotti. Giacomo Matteotti, deputato del Partito Socialista Italiano che aveva denunciato gravi brogli elettorali viene rapito e ucciso dagli squadristi fascisti. Il cadavere di Matteotti verrà ritrovato il 16 agosto.
- 27 giugno – Roma: le opposizioni del fascismo approvano una mozione in cui si impegnano a non partecipare ai lavori del Parlamento fino a che un nuovo governo non ristabilisca la legalità. È la protesta dell'Aventino.
- 21 settembre – Italia: viene inaugurato a Lainate il primo tratto dell'Autostrada dei laghi, da Milano a Varese, la prima autostrada realizzata nel mondo.
- Burnett Hillman Streeter formula l'ipotesi delle quattro fonti, possibile soluzione del problema sinottico.
- 1º ottobre – nasce il settimanale Il Giornalino
- 5 ottobre – la URI inizia ufficialmente le sue trasmissioni con un discorso di Benito Mussolini.  Si tratta dell'avvento della radio anche in Italia. Il giorno seguente, Ines Viviani Donarelli eseguirà il primo annuncio in assoluto.
- 22 ottobre: viene fondato Toastmasters.
- 21 dicembre: a Landsberg am Lech Hitler lascia il carcere per buona condotta.
- 30 dicembre – Edwin Hubble annuncia che gran parte delle nebulose, prima osservate con telescopi meno potenti, non facevano parte della nostra galassia come si credeva, ma erano esse stesse galassie, fuori dalla nostra Via Lattea.

## Nati
Ci sono circa 2 250 voci su persone nate nel 1924; vedi la pagina Nati nel 1924 per un elenco descrittivo o la categoria Nati nel 1924 per un indice alfabetico.

## Morti
Ci sono circa 590 voci su persone morte nel 1924; vedi la pagina Morti nel 1924 per un elenco descrittivo o la categoria Morti nel 1924 per un indice alfabetico.

## Calendario
| Calendario 1924 | Calendario 1924 | Calendario 1924 | Calendario 1924 | Calendario 1924 | Calendario 1924 | Calendario 1924 | Calendario 1924 | Calendario 1924 | Calendario 1924 | Calendario 1924 | Calendario 1924 | Calendario 1924 | Calendario 1924 | Calendario 1924 | Calendario 1924 | Calendario 1924 | Calendario 1924 | Calendario 1924 | Calendario 1924 | Calendario 1924 | Calendario 1924 | Calendario 1924 | Calendario 1924 | Calendario 1924 | Calendario 1924 | Calendario 1924 | Calendario 1924 | Calendario 1924 | Calendario 1924 | Calendario 1924 | Calendario 1924 | Calendario 1924 |
| --------------- | --------------- | --------------- | --------------- | --------------- | --------------- | --------------- | --------------- | --------------- | --------------- | --------------- | --------------- | --------------- | --------------- | --------------- | --------------- | --------------- | --------------- | --------------- | --------------- | --------------- | --------------- | --------------- | --------------- | --------------- | --------------- | --------------- | --------------- | --------------- | --------------- | --------------- | --------------- | --------------- |
|                 | 1               | 2               | 3               | 4               | 5               | 6               | 7               | 8               | 9               | 10              | 11              | 12              | 13              | 14              | 15              | 16              | 17              | 18              | 19              | 20              | 21              | 22              | 23              | 24              | 25              | 26              | 27              | 28              | 29              | 30              | 31              |                 |
| Gennaio         | Ma              | Me              | Gi              | Ve              | Sa              | Do              | Lu              | Ma              | Me              | Gi              | Ve              | Sa              | Do              | Lu              | Ma              | Me              | Gi              | Ve              | Sa              | Do              | Lu              | Ma              | Me              | Gi              | Ve              | Sa              | Do              | Lu              | Ma              | Me              | Gi              |                 |
| Febbraio        | Ve              | Sa              | Do              | Lu              | Ma              | Me              | Gi              | Ve              | Sa              | Do              | Lu              | Ma              | Me              | Gi              | Ve              | Sa              | Do              | Lu              | Ma              | Me              | Gi              | Ve              | Sa              | Do              | Lu              | Ma              | Me              | Gi              | Ve              |                 |                 |                 |
| Marzo           | Sa              | Do              | Lu              | Ma              | Me              | Gi              | Ve              | Sa              | Do              | Lu              | Ma              | Me              | Gi              | Ve              | Sa              | Do              | Lu              | Ma              | Me              | Gi              | Ve              | Sa              | Do              | Lu              | Ma              | Me              | Gi              | Ve              | Sa              | Do              | Lu              |                 |
| Aprile          | Ma              | Me              | Gi              | Ve              | Sa              | Do              | Lu              | Ma              | Me              | Gi              | Ve              | Sa              | Do              | Lu              | Ma              | Me              | Gi              | Ve              | Sa              | Do              | Lu              | Ma              | Me              | Gi              | Ve              | Sa              | Do              | Lu              | Ma              | Me              |                 |                 |
| Maggio          | Gi              | Ve              | Sa              | Do              | Lu              | Ma              | Me              | Gi              | Ve              | Sa              | Do              | Lu              | Ma              | Me              | Gi              | Ve              | Sa              | Do              | Lu              | Ma              | Me              | Gi              | Ve              | Sa              | Do              | Lu              | Ma              | Me              | Gi              | Ve              | Sa              |                 |
| Giugno          | Do              | Lu              | Ma              | Me              | Gi              | Ve              | Sa              | Do              | Lu              | Ma              | Me              | Gi              | Ve              | Sa              | Do              | Lu              | Ma              | Me              | Gi              | Ve              | Sa              | Do              | Lu              | Ma              | Me              | Gi              | Ve              | Sa              | Do              | Lu              |                 |                 |
| Luglio          | Ma              | Me              | Gi              | Ve              | Sa              | Do              | Lu              | Ma              | Me              | Gi              | Ve              | Sa              | Do              | Lu              | Ma              | Me              | Gi              | Ve              | Sa              | Do              | Lu              | Ma              | Me              | Gi              | Ve              | Sa              | Do              | Lu              | Ma              | Me              | Gi              |                 |
| Agosto          | Ve              | Sa              | Do              | Lu              | Ma              | Me              | Gi              | Ve              | Sa              | Do              | Lu              | Ma              | Me              | Gi              | Ve              | Sa              | Do              | Lu              | Ma              | Me              | Gi              | Ve              | Sa              | Do              | Lu              | Ma              | Me              | Gi              | Ve              | Sa              | Do              |                 |
| Settembre       | Lu              | Ma              | Me              | Gi              | Ve              | Sa              | Do              | Lu              | Ma              | Me              | Gi              | Ve              | Sa              | Do              | Lu              | Ma              | Me              | Gi              | Ve              | Sa              | Do              | Lu              | Ma              | Me              | Gi              | Ve              | Sa              | Do              | Lu              | Ma              |                 |                 |
| Ottobre         | Me              | Gi              | Ve              | Sa              | Do              | Lu              | Ma              | Me              | Gi              | Ve              | Sa              | Do              | Lu              | Ma              | Me              | Gi              | Ve              | Sa              | Do              | Lu              | Ma              | Me              | Gi              | Ve              | Sa              | Do              | Lu              | Ma              | Me              | Gi              | Ve              |                 |
| Novembre        | Sa              | Do              | Lu              | Ma              | Me              | Gi              | Ve              | Sa              | Do              | Lu              | Ma              | Me              | Gi              | Ve              | Sa              | Do              | Lu              | Ma              | Me              | Gi              | Ve              | Sa              | Do              | Lu              | Ma              | Me              | Gi              | Ve              | Sa              | Do              |                 |                 |
| Dicembre        | Lu              | Ma              | Me              | Gi              | Ve              | Sa              | Do              | Lu              | Ma              | Me              | Gi              | Ve              | Sa              | Do              | Lu              | Ma              | Me              | Gi              | Ve              | Sa              | Do              | Lu              | Ma              | Me              | Gi              | Ve              | Sa              | Do              | Lu              | Ma              | Me              |                 |

## Premi Nobel
In quest'anno sono stati conferiti i seguenti Premi Nobel:
- per la Letteratura: Władysław Reymont
- per la Medicina: Willem Einthoven
- per la Fisica: Karl Manne Georg Siegbahn
- per la Pace: non assegnato
- per la Chimica: non assegnato

## Arti

### Musica
- Rapsodia in blu di George Gershwin
- I pini di Roma di Ottorino Respighi